# Arachnis picta
Arachnis picta är en fjäril i familjen björnspinnare (Arctiidae). Den förekommer i sydvästra USA och i angränsande områden av Mexiko.
Djuret når en vingspann av cirka 50 mm. Fjärilen flyger under sommaren.
Larverna livnär sig av örter, till exempel rädisa och arter av släktet Acanthus.